# Resumptives Pronomen
Ein resumptives Pronomen (oder wiederaufnehmendes Pronomen) ist ein Possessiv-, Personal- oder Demonstrativpronomen, das ein vorangestelltes Satzthema im Satz wiederholt. Es steht an der gleichen Stelle, an der das Satzthema stehen würde, wenn es nicht vorangestellt wäre.
Beispiele für die Verwendung resumptiver Pronomina in der deutschen Sprache:
| Art des resumptiven Pronomens | Beispiel                                       |
| ----------------------------- | ---------------------------------------------- |
| Possessivpronomen             | Die Frau, wir haben ihre Brieftasche gefunden. |
| Personalpronomen              | Der Lehrer, ich habe ihm nichts verraten.      |
| Demonstrativpronomen          | Aufgepasst, das hat sie wohl nicht.            |

Auch in anderen Sprachen kommen Resumptivpronomina zum Einsatz:
Sumerisch:
| lugal-ak                                                        | dumu-ani-ra                       |
| König-Genitiv                                                   | Kind-res. Possessivpronomen-Dativ |
| „für das Kind des Königs“ (wörtl.: „des Königs, für sein Kind“) |                                   |